# Twelve Years a Slave

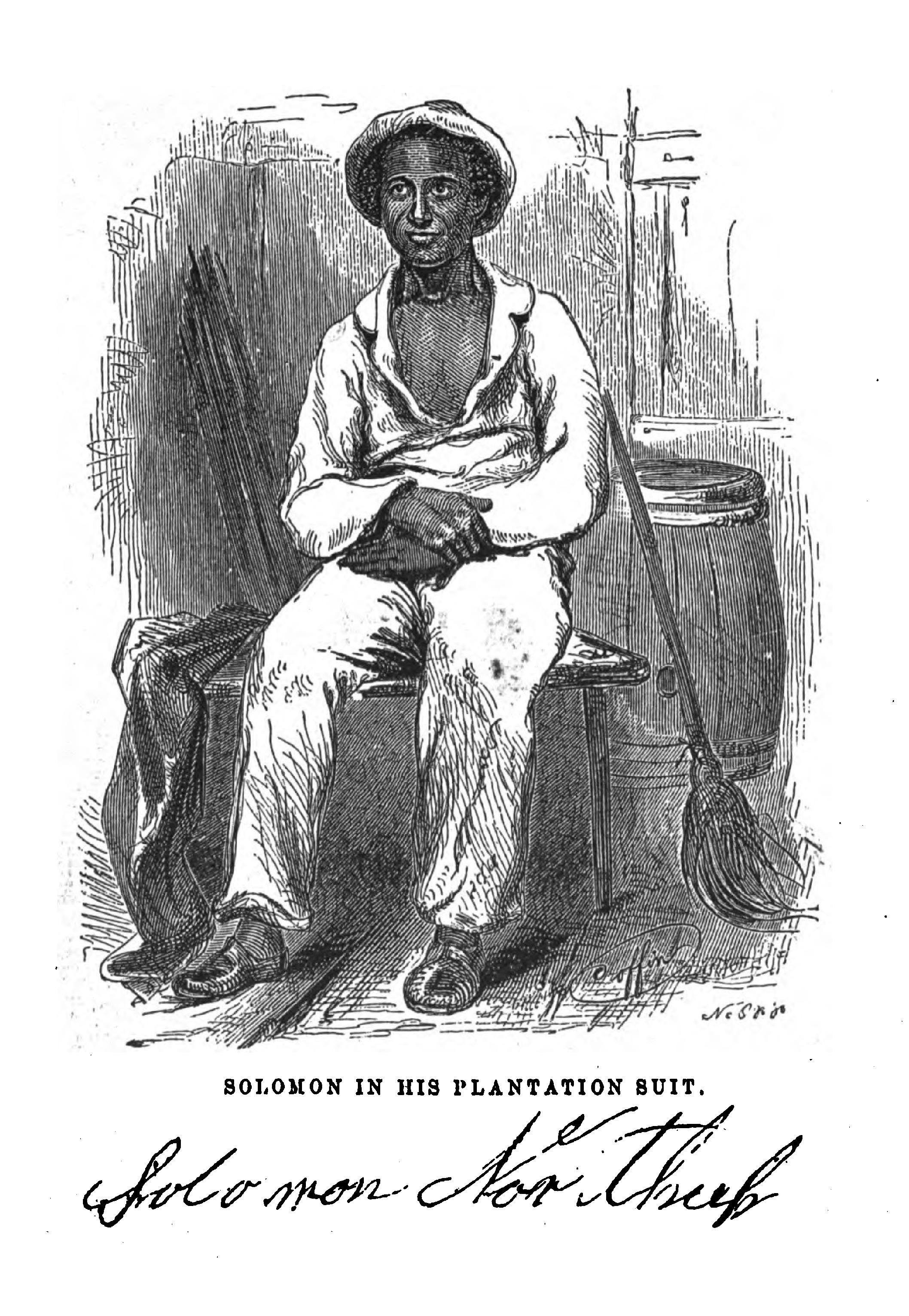
Zeichnung von Twelve Years a Slave (1855)

Twelve Years a Slave (Untertitel: Narrative of Solomon Northup, a citizen of New-York, kidnapped in Washington city in 1841, and rescued in 1853, from a cotton plantation near the Red River in Louisiana) sind die Memoiren des Afroamerikaners Solomon Northup, welche im Jahr 1853 veröffentlicht wurden. Northup wurde vor dem Sezessionskrieg im Staat New York in Freiheit geboren, jedoch 1841 entführt, in die Sklaverei verkauft und zwölf Jahre lang als Sklave in Louisiana festgehalten. Northup beschreibt Details des Sklavenmarkts in Washington, D.C. ebenso wie den Baumwollanbau auf den großen Plantagen in Louisiana.
Die Memoiren wurden kurz nach dem Roman Onkel Toms Hütte von Harriet Beecher Stowe veröffentlicht und mit 30.000 verkauften Exemplaren zu einem Bestseller. Während des 19. Jahrhunderts gab es mehrere Auflagen. Die Memoiren unterstützten durch ihre Authentizität Stowes fiktive Erzählung und lösten gemeinsam mit dieser eine landesweite politische Debatte über die Sklaverei aus, die letztlich im Sezessionskrieg mündete. Nach mehreren Ausgaben im 19. Jahrhundert geriet das Buch für etwa 100 Jahre in Vergessenheit, bis es im Jahr 1968 von der Historikerin Sue Eakin erneut veröffentlicht wurde. Der Inhalt des Buchs wurde von Steve McQueen verfilmt und am 6. September 2013 beim 38. Toronto International Film Festival uraufgeführt.

## Inhalt
Dem schwarzen, im Staat New York in Freiheit lebenden Solomon Northup, einem gelernten Schreiner und Geiger, wird von Werbern eines Wanderzirkus ein kurzer, gut bezahlter Job in ihrem Unternehmen angeboten. Ohne seine Frau, welche in der Nachbarstadt arbeitet, darüber zu informieren, nimmt Northup das Engagement an und reist mit den Fremden in Richtung Washington, D.C. Eines Morgens wacht er unter Drogen gesetzt und gefesselt in einem Käfig für Sklaven auf. Als Northup für seine Rechte als freier Mann eintritt, wird er brutal geschlagen und davor gewarnt, jemals wieder sein freies Leben in New York zu erwähnen.
Auf der Überfahrt nach New Orleans bekommen Northup und andere schwarze Sklaven die Pocken, einige versterben daran. Während der Reise kann Northup einen mitfühlenden Seemann dazu bewegen, einen Brief an seine Familie zu senden. Dieser Brief kommt auch wohlbehalten an, da seine Familie aber keine Informationen über das Ziel der Reise hat, kann sie Northup nicht helfen.
Northups erster Besitzer ist William Ford, ein Baumwollproduzent an einem Altarm des Red River. Während der nächsten zwölf Jahre wird er an weitere Eigentümer verkauft. Manchmal verschafft ihm seine Ausbildung als Schreiner eine vergleichsweise gute Behandlung, aber er leidet auch unter extremen Grausamkeiten. Zwei Mal wird er von einem Mann namens John Tibeats attackiert, der sein Besitzer geworden ist; als sich später die Gelegenheit für Vergeltung findet, kann Northup nicht widerstehen, muss dafür aber in weiterer Folge große Repressalien erleiden. Später wird er an Edwin Epps verkauft, einen notorisch grausamen Landwirt, der Northup als Fahrer und Überwacher der anderen Sklaven arbeiten lässt, die dieser bei unerwünschtem Verhalten bestrafen soll.
In den zwölf Jahren seiner Sklaverei hat Northup keinem Sklaven oder Eigentümer seine wahre Herkunft verraten. Schließlich vertraut er seine Geschichte einem weißen Schreiner an, einem Kanadier namens Samuel Bass. Bass schickt einen Brief an Northups Frau, die daraufhin Henry Northup kontaktiert, einen weißen Anwalt, dessen Familie einst Solomon Northups Vater besessen und in die Freiheit entlassen hatte. Henry Northup spricht daraufhin mit Staatsbeamten von New York. Der Gouverneur ernennt ihn zum Agenten und schickt ihn nach Louisiana, um Solomon Northup zu befreien. Der Plan gelingt, und Northup kann die Plantage verlassen. Nach einem Gerichtsverfahren gegen die Männer, die ihn in die Sklaverei verkauft hatten, wird Solomon Northup wieder mit seiner Familie in New York vereint.

## Prozess
Northup beschloss, die Sklavenhändler aus Washington, die er identifizieren konnte, zu verklagen; die Zirkusarbeiter wurden jedoch vorerst nicht gefunden. Der Fall wurde in Washington, D.C. verhandelt, da Northup dort verkauft worden war. Obwohl er ein freier Mann war, durfte er nach den lokalen Gesetzen damals nicht gegen einen weißen Mann aussagen. Einer dieser Männer verklagte daraufhin seinerseits Northup, der sich vor Gericht selbst verteidigen musste, ließ die Anklage jedoch später wieder fallen. Der Fall erlangte nationale Aufmerksamkeit, und die New York Times berichtete am 20. Januar 1853 auf der ersten Seite über den Prozess.

## Rezeption und historischer Wert
Northup beschreibt das tägliche Leben der Sklaven in Bayou Boeuf in Louisiana: ihre Ernährung und Lebensbedingungen, die Beziehung zwischen dem Herrn und seinen Sklaven. Er zeigt, wie Sklavenfänger benutzt wurden, um Ausreißer wieder einzufangen. Northups Sklavenerzählung entspricht inhaltlich den Erzählungen von anderen Autoren wie Frederick Douglass, Harriet Jacobs oder William Wells Brown, ist jedoch einzigartig als Erzählung eines freien Mannes, der entführt und in die Sklaverei verkauft wurde. Das Buch war ein Bestseller; es wurde in den Jahren vor dem amerikanischen Bürgerkrieg über 30.000 Mal verkauft.
Nach mehreren Auflagen im 19. Jahrhundert war das Buch bis 1968 vergriffen, bis die Schrifthistorikerin Sue Eakin es wieder ins Bewusstsein der Öffentlichkeit brachte. Eakin verbrachte mehrere Jahre damit, Northups Reise durch ihre Heimat Bayou Boeuf im Zentrum von Louisiana, wo er als Sklave gehalten worden war, sowie durch die Städte mit den meisten Sklavenverkäufen, New Orleans und Washington, D.C., nachzuvollziehen. Sie dokumentierte dabei die Erzählung von Northup, seine Herkunft aus New York, das Dekret zur Erlangung der Freiheit seines Vaters sowie die juristische Arbeit, die Northups Freiheit wiederhergestellt hatte und seine Entführer zur Rechenschaft ziehen sollte. Im Jahre 1968 wurde eine Version der Memoiren mit Eakins Fußnoten von der Louisiana State University Press veröffentlicht. Diese Ausgabe warf ein neues Licht auf die Geschichte und ihre historische Bedeutung. Im Jahr 2007, kurz vor ihrem Tod, schloss Eakin im Alter von 90 Jahren eine aktualisierte und erweiterte Ausgabe des Buchs ab, die über 150 Seiten mit neuem Hintergrundmaterial, Karten und Fotografien enthält. Zu ihrem Gedenken wurde 2013 eine E-Book-Version und eine Hörbuchversion der erweiterten Ausgabe veröffentlicht. Schüler dürfen mit Genehmigung die Archive der Sue Eakin Collection an der Louisiana State University in Alexandria benutzen.
Der Historiker Jesse Holland sagte 2009 in einem Interview, dass er sich auf die Memoiren und die detaillierten Beschreibungen von Northup über Washington im Jahre 1841 verließ, um den Standort einiger Sklavenmärkte zu lokalisieren. Holland hat auch die Rolle der afrikanischen Sklaven als Facharbeiter erforscht, die einige wichtige öffentliche Gebäude in Washington, D.C. bauten, einschließlich des Kapitols und Teile der ursprünglichen Executive Mansion.

## Vermächtnis und Ehrungen
- Saratoga Springs (New York) feiert jährlich den Solomon Northup Day und kuratiert eine historische Ausstellung.
- Im Jahr 1968 veröffentlichte die Historikerin Sue Eakin aus Louisiana gemeinsam mit Professor Joseph Logsdon eine edierte und kommentierte Version von Northups Erzählung.[4]
- 2012 veröffentlichte David Fiske eine Biografie mit dem Titel Solomon Northup: His Life Before and After Slavery. Das Buch erzählt auch die Verlagsgeschichte von Twelve Years a Slave während des 19. Jahrhunderts.[5]

## Copyright
Twelve Years a Slave ist gemeinfrei, die E-Book-Version kann von mehreren Webseiten heruntergeladen werden. Freie und kommerzielle Hörbuchversionen sind ebenfalls erhältlich.

## Ausgaben des Buches
In englischer Sprache (Erstausgabe):
- Twelve Years a Slave – Narrative of Solomon Northup, A Citizen of New York, Kidnapped in Washington City in 1841, and Rescued in 1853, From a Common Plantation Near the Red River, in Louisiana. Derby and Miller, Auburn (New York); Derby, Orton And Mulligan, Buffalo; Henry W. Derby, Cincinnati 1853.

In deutscher Sprache:
- 12 Jahre als Sklave – die Geschichte des Solomon Northup. Übersetzt von Klaus Schmitz. Verlag Tintenschmiede, Neuwied 2014, ISBN 978-3-945353-00-4.
- Zwölf Jahre als Sklave. Übersetzt von Petra Foede. Verlag Rainer Zenz, Berlin 2014, ISBN 978-3-95703-843-2.(E-Book).
- Zwölf Jahre ein Sklave. Übersetzt von Jürgen Beck. Verlag Jürgen Beck Jazzybee, Altenmünster 2014, E-Book ISBN 978-3-8496-4300-3 und Print ISBN 978-3-8496-9937-6 (ISBN nicht bei der Deutschen Nationalbibliothek).
- Twelve Years a Slave. Die wahre Geschichte. Deutsche Erstausgabe. Übersetzt von Johannes Sabinski und Alexander Weber. Piper Verlag München 2014, ISBN 978-3-492-30614-0.
- Zwölf Jahre Sklave. Die wahre Geschichte eines freien Mannes, der verschleppt und versklavt wurde. Übersetzt von Hannelore Eisenhofer und Ailin Konrad. Nikol, Hamburg 2015, ISBN 978-3-86820-257-1.

## Filmadaptionen
- Solomon Northup’s Odyssey (1984), ein PBS-Fernsehfilm unter der Regie von Gordon Parks mit Avery Brooks in der Hauptrolle.
- 12 Years a Slave (2013), ein Spielfilm unter der Regie von Steve McQueen mit Chiwetel Ejiofor und Michael Fassbender in den Hauptrollen.